# Drekkingarhylur
El Drekkingarhylur (e.i. 'piscina de ahogamientos') es un profundo estanque natural en el valle de Þingvellir, al suroeste de Islandia. Lo forma el río Öxará. Desde el siglo XVI hasta el siglo XVIII, allí eran ahogadas las mujeres infractoras de la ley por adulterio, infanticidio o perjurio, con sacos llenos de sal atados a sus cuerpos que las arrastraban al fondo. En los primeros años, también eran ejecutadas madres de hijos ilegítimos, y algunos casos de incesto y brujería. Esta práctica estuvo legalmente vigente desde el Gran Edicto de 1564 hasta 1838.